# David Sánchez Morales
David Sánchez Morales (26 de agosto de 1925 - 8 de mayo de 1978) fue un agente de la Agencia Central de inteligencia que actuó en Cuba y en Chile.

## Biografía

### Primeros años y educación
Morales, de ascendencia mexicana, pasó sus primeros años en Phoenix, Arizona. Mexicano-Americano, Morales fue más adelante apodado El Indio debido a su piel oscura y características indios. Esto fue particularmente provechoso en sus actividades encubiertas como agente CIA en Latinoamérica. Desde niño, su mejor amigo fue Rubén Carbajal. Después de que su madre había divorciada de su padre él prácticamente fue adoptado por los padres de Carbajal.
Asistió a la escuela en la Universidad Estatal de Arizona en Tempe (ahora Arizona State University) y la University of Southern California en Los Ángeles antes de incorporarse al ejército en 1946.

### Ingresa a la Inteligencia militar
Sirvió en la 82.ª División Aerotransportada y fue reclutado por la inteligencia del ejército de Estados Unidos durante ese tiempo. De acuerdo a su amigo Rubén Carbajal, ya estaba asociado a Ted Shackley y a William Harvey.

### Ingresa a la CIA
Poco después de unirse a la CIA, Morales se convirtió en un operativo del Directorato de Planes. Supuestamente estuvo involucrado en Acción ejecutiva, una serie de proyectos diseñados para asesinar a líderes extranjeros considerados hostiles a Estados Unidos.
En 1953 regresó a los Estados Unidos y después de una temporada en la Universidad de Maryland asumió cubierta como un empleado del Departamento de Estado.

#### Derrocamiento de Jacobo Arbenz en Guatemala
Morales presuntamente estuvo involucrado en la Operación PBSUCCESS, operación encubierta de la CIA que derrocó el Presidente de Guatemala elegido democráticamente, Jacobo Arbenz Guzmán. Durante esta operación ganó la reputación como el más temible asesino de la CIA en Latinoamérica.
Morales se trasladó a Cuba en 1958 y ayudó a apoyar al Gobierno de Fulgencio Batista.

#### Planes para derrocar/asesinar a Fidel Castro
Apenas Castro derrocó a Batista, Sánchez Morales estuvo involucrado en operaciones de asesinato contra éste desde Bahía de Guantánamo.
 A través de los años 1960 y mediados de los setenta, Morales estuvo involucrado en niveles superiores en una variedad de proyectos encubiertos, incluyendo JMWAVE (Jefe de operaciones de la Estación), la operación ZRRIFLE para asesinar a Fidel Castro, la operación Invasión de Bahía de Cochinos , la Guerra secreta CIA en Laos, la captura y asesinato del Che Guevara, y en la desestabilización de Salvador Allende. Trabajó estrechamente con Tracy Barnes, William D. Pawley, David Atlee Phillips, John Martino, Johnny Roselli, y el infame Ted Shackley.Fue elegido dentro de la Operación 40.

Él (Morales) era de cuero duro. Él era un matón, un gran bebedor y suficientemente grande como para salir de un montón de cosas que otros no podrían solucionar".
Robert N. Wall, agente CIA 

### Participación en el asesinato de los Kennedy

#### Asesinato de John F. Kennedy
Algunos investigadores (entre ellos Gaeton Fonzi, Larry Hancock, Noel Twyman y John Simkin) creen que Morales estuvo involucrado en el asesinato de John F. Kennedy. El amigo de Sánchez, Rubén Carbajal afirmó que en 1973 , Morales le confidenció sobre su participación en la operación de Bahía de Cochinos y declaró que Kennedy había sido responsable de tener que mirar culposamente a todos los hombres que reclutó y aniquiló.

bueno, nos ocupamos del hijo de puta o no? 
David Sanchez Morales a Ruben Carbajal

Se sugirió que Morales era el hombre de apariencia Latina visto con Lee Harvey Oswald en Nueva Orleans en 1963. Numerosos empleados de tabernas de Nueva Orleans vieron a Oswald con un hombre que coincide con los rasgos de Morales, así como testigos del desconcertante y gélido reparto público de panfletos para el Comité para el juego limpio para Cuba justo en las afueras de la comunidad de inteligencia norteamericana de Nueva Orleans.
De Morales se afirma que una vez dijo a sus amigos, estuve en Dallas cuando acabamos el hijo de puta, y estaba en Los Ángeles cuando acabamos al pequeño bastardo, presumiblemente refiriéndose al asesinato de JFK en Dallas, Texas el 22 de noviembre de 1963 y luego el posterior asesinato del Robert Kennedy en Los Ángeles, California el 5 de junio de 1968. Bradley Ayers, un ex operativo de la CIA, comunicó a la Junta de revisión de registros del asesinato en 1995 que había encontrado un testigo creíble que podría colocar a Morales en el Hotel Ambassador de Los Ángeles en la noche fue asesinado RFK.

#### Asesinato de Robert Kennedy
En 1968, Robert Kennedy parecía que iba a seguir a su hermano, John, en la Casa Blanca. Luego, el 6 de junio, fue asesinado - al parecer por un pistolero solitario. Pero Shane O'Sullivan dice que hay pruebas que implican a tres agentes de la CIA en el asesinato, David Sánchez Morales entre ellos siendo identificado por varias personas que lo conocían.

### Chile
Morales se trasladó a Chile, en 1970. Fue miembro del equipo que utilizó 10 millones de dólares con el fin de socavar las fuerzas de izquierda en el país. Morales dijo a amigos que él personalmente había eliminado varias figuras políticas. Dentro de las personas supuestamente asesinadas por Sánchez Morales estuvo el Edecán naval del Presidente Allende, el capitán de navío Arturo Araya Peeters. También estuvo involucrado en ayudar a Augusto Pinochet a derrocar a Salvador Allende en septiembre de 1973.

### Regresa a Estados Unidos
Después de llegar de vuelta en el Estados Unidos, Sánchez Morales se trasladó a Washington donde se convirtió en asesor de la Directora Adjunta de Operaciones de Contrainsurgencia y actividades especiales. Larry Hancock cree que durante este período se prestó asesoramiento a los gobiernos de derecha (Bolivia, Paraguay, Uruguay, Chile, Brasil y Argentina) como parte de la Operación Cóndor.

## Actualidad
Además, E. Howard Hunt confesó en su lecho de muerte a su hijo St. John Hunt que él y muchos otros, que incluían a Morales, William King Harvey, Cord Meyer, y el vicepresidente Lyndon B. Johnson, estuvieron involucrados en un complot para asesinar a JFK.